# Bernhard Walther Marperger

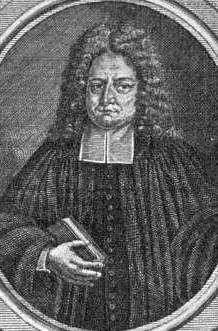
Bernhard Walther Marperger

Bernhard Walther Marperger (* 14. Mai 1682 in Hamburg; † 28. März 1746 in Dresden) war ein deutscher lutherischer Theologe.

## Leben
Marperger war ein Sohn des Paul Jacob Marperger aus Nürnberg und seiner Frau Sara (geborene Syburg), Tochter des Kaufmanns Bernhard Syburg aus Hamburg. Er besuchte das Gymnasium St. Ägiden in Nürnberg. Dort wurde er umfangreich ausgebildet und konnte sich 1699 an der Universität Altdorf immatrikulieren. Gefördert von den Professoren Johann Christoph Wagenseil und Johann Christoph Sturm, erwarb er sich 1702 den akademischen Grad eines Magisters und unternahm im Anschluss daran eine Bildungsreise nach Jena, Wittenberg, Berlin und Halle.
Während seines zweijährigen Aufenthalts in Halle wandte er sich, durch eine Krankheit beeinflusst, der lutherischen Theologie zu. Zurückgekehrt nach Nürnberg ging er an die St. Egidienkirche als Prediger, wurde daselbst 1706 Diakon, wozu er in Altdorf ordiniert wurde. Am 14. Januar 1711 zum Diakon an die Nürnberger Hauptkirche St. Sebald berufen, wurde er am 5. Mai 1714 in das Predigerkollegium aufgenommen und übernahm damit die Inspektion des Nürnberger Gymnasiums. 1715 wurde er zum auswärtigen Mitglied der Königlich Preußischen Sozietät der Wissenschaften gewählt.
Als man 1718 die Grundsteinlegung der neu errichteten Egidienkirche vorgenommen hatte, hielt er die Antritts- und Einweihepredigt. Nachdem er in Altdorf am 13. Juni 1724 zum Doktor promoviert hatte, folgt er im selben Jahr einem Ruf an den Hof des sächsischen Kurfürsten August des Starken als Oberhofprediger, wurde damit der oberste sächsische Kirchenrat und Oberkonsistorialassessor. In Dresden wurde Marperger von den konfessionellen Auseinandersetzungen zwischen Pietismus und lutherischer Orthodoxie erfasst.
Aus seiner 1706 geschlossenen Ehe mit Agathe, der Tochter des Johann Gräfen, des Seniorpfarrers an der Nürnberger St. Sebaldkirche, und seiner zweiten Ehe mit Anna Magdalena Murrer sind 7 Kinder hervorgegangen, von denen zwei Söhne Marperger überlebten.

## Werke (Auswahl)
Lateinische Schriften
- (Als Respondent. Präses: Magnus Daniel Omeis.) Diss. De Licentia Poetica. Muter, Altdorf 1700 (Digitalisat).
- (Als Respondent. Präses: Georg Paul Rötenbeck.) Dispvtatio Inavgvralis Philosophica, Impotentiam Rationis In Pnevmatica exponens. 1702 (Digitalisat).
- Dissertatio historico-mathematica De Fatis Matheseos, pro Praesidio. (Resp. Johannes Nicolaus Sonnenmayer) Meyer, Altdorf 1702 (Digitalisat).
- Dissertatio inaugoralis theologica de nexu veritatis cum pietate. Kohlesius, Altdorf 1724 (Digitalisat).
- De agno ad arae cornua ligando ad illustrandum Psalmum CXVIII. in memoriam secularem exhibitae A. 1530. Augustanae Confessionis. Zimmermann, Dresden 1730 (Digitalisat).
- De Qvinto Decimo Mensis ABH Hebraeorvm Diei Expiationis Comparato. Zimmermann, Dresden 1730 (Digitalisat).

Deutsche Schriften
- Neues Communion-Büchlein für die Liebhaber des rechtschaffenen Wesens in Christo Jesu auf Allerley Seelen- und Gewissens-Zustände gerichtet. Nebst einer Anleitung zur wahren Busse und Vereinigung mit Christo. Stein & Raspe, Nürnberg/Leipzig 1752 (Digitalisat).
- Neue Gründliche und erbauliche Auslegung Der Ersten Epistel Johannis, Worinnen I. Die Aneinanderhängung und der Wort-Verstand dieser vortrefflichen Epistel, ... gezeigt und vorgetragen, ... II. Uberall, der Gebrauch und die Nutz-Anwendung der erklährten Worte, ... gegeben; III. Das im Schwang gehende Gott-Geist- und Lieblose Heuchel-Wesen ... entgedecket. Otto, Nürnberg 1710 (Digitalisat).
- Gute Gedanken von der bösen Zeit. Nürnberg 1712, 1732 (Digitalisat der Ausg. Rupfer, Stuttgart 1871).
- Nöthige Warnung für dem verdammlichen Selbst-Mord: nebst einem Unterricht und Trost für angefochtene Seelen. Otto, Nürnberg 1715 (Digitalisat).
- Anmerkungen zu des Ertz-Bischoffs Tillotsons aufrichtigen Nathanel. Nürnberg 1716.
- Anleitung zur wahren Seelen Cur bey Kranken und Sterbenden. Feise, Nürnberg 1740 (Digitalisat).
- Das Kranken- und Sterbe-Bette mit dem Worte des Lebens beleuchtet. Rüdiger, Nürnberg 1724 (Digitalisat).
- Dresdner Gesangbuch. Dresden 1725 (Digitalisat der Ausg. 1794).
- Heilsame Seelen-Weide, an Jesu Leiden, in denen Passions-Bet-Stunden. Mieths, Dresden 1726 (Digitalisat).
- Der wahre Lehr-Elenchus, Schrifft=mäßig betrachtet. Zimmermann, Dresden 1727 (Digitalisat Theil 1). 2. Teil 1728.
- Erbauliche Anstalten der Chur-Sächsischen Evangelisch-Lutherischen Kirchen zu dem bevorstehenden Jubiläo A. C. Dresden 1730.
- Das große Sühn und Sündopfer des großen Versöhnungstages, als ein deutsches Vorbild des Leidens, Sterbens und Auferstehens Christi.Rüdiger, Nürnberg 1733 (Digitalisat).
- Das letzte Sündopfer im Gesetz, als ein vollständiges Vorbild des gecreuzigten Jesu beleuchtet, und zu erbaulichen Paßions-Betrachtungen angewendet. Hekel, Dresden/Leipzig 1735 (Digitalisat).